# Kościół Opieki Matki Bożej w Kamieniu
Kościół Opieki Matki Bożej w Kamieniu – zabytkowy kościół murowany, znajdujący się w Kamieniu, w gminie Czernichów, w powiecie krakowskim.
Kościół murowany, neogotycki, wybudowany w latach 1924–1928 w miejscu kaplicy z XVIII w. Przy budowie użyto zmodyfikowanego projektu Zdzisława Mączeńskiego. Obok otoczonej kilkusetletnimi lipami murowanej plebanii z lat 1910–1920, znajdują się ruiny budynków gospodarczych z XVIII w., lamus murowany z XVII w., zabytkowa drewniana studnia z XVIII w. W lamusie znajduje się Izba Regionalna prowadzone przez Towarzystwo Przyjaciół Kamienia.
Obiekt, został wpisany do rejestru zabytków nieruchomych województwa małopolskiego.